# 白籍
白籍，東晉時的北方流民僑寓戶之冊籍，相對於東晉正式戶口的黃籍，稱白籍。
東晉政府設置「僑州郡縣」以安置北來的流民，稱僑人，“十家五落，各自星處，一縣之民，散在州境，西至淮畔，東屆海隅”，戶籍所在地以白紙書寫，史稱白籍。因白籍不算正式戶籍，無產業，多數還想重返故里，為了安撫他們，享受免調役的優待。不久僑人己佔有不少產業，有的成為自耕農民，人安其業。東晉後來實行土斷，命令僑人在其定居之處編入正式戶籍，取消其免調役的優待，白籍戶便成為黃籍戶。時稱“土斷白籍”或“土斷僑流郡縣”。